# Kaibara Ekiken
Kaibara Ekiken (貝原 益軒 Bối Nguyên Ích Hiên, ngày 17 tháng 12 năm 1630 – ngày 5 tháng 10 năm 1714) hoặc Ekken, còn được gọi là Atsunobu (篤信) là một nhà triết học Tân Nho giáo (Chu Tử học) và nhà thực vật học (bản thảo học) Nhật Bản.

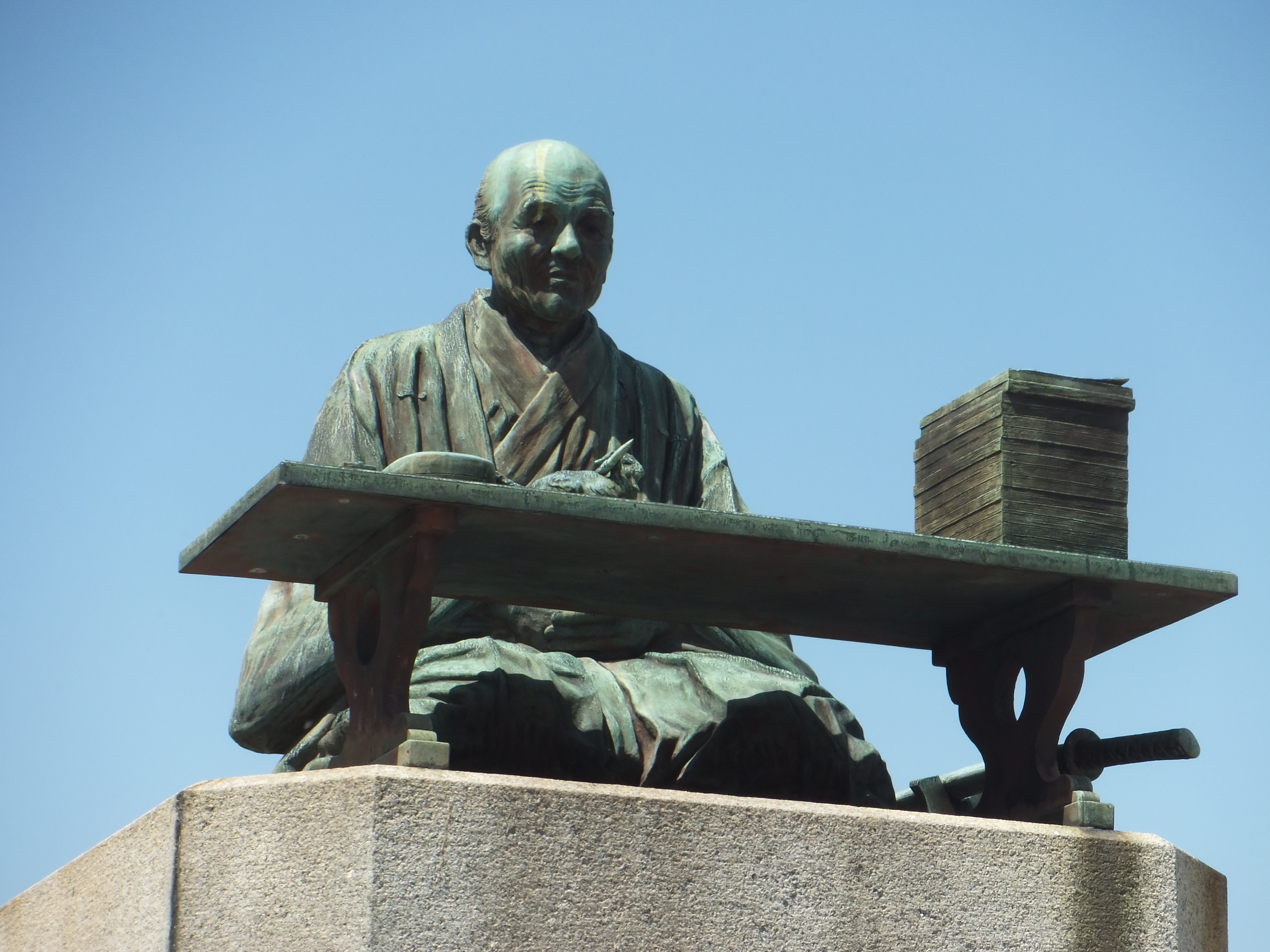
Tượng đồng Kaibara Ekiken tại mộ của ông (Đền Kinryū, Fukuoka, Nhật Bản)

Kaibara sinh ra trong một gia đình cố vấn cho daimyō thuộc phiên Fukuoka ở tỉnh Chikuzen (nay là Fukuoka). Ông đi cùng cha đến Edo năm 1648 vào năm 1649 được gửi tới Nagasaki để nghiên cứu khoa học phương Tây. Với sự khuyến khích của cha mình, ông tiếp tục việc học ở Nagasaki với tư cách là một rōnin từ năm 1650 đến năm 1656. Sau đó, ông lại tiếp tục phụng sự phiên Kuroda, dẫn đến việc tiếp tục theo đuổi học vấn ở Kyoto.  Sau cái chết của cha mình năm 1665, ông trở về Fukuoka.
Hai đóng góp quan trọng nhất của Kaibara đối với văn hóa Nhật Bản là nghiên cứu về tự nhiên dựa trên sự pha trộn giữa khoa học tự nhiên phương Tây và Tân Nho giáo, và dịch các tác phẩm phức tạp của Tân Nho giáo sang tiếng Nhật bản địa. Tổng hợp các ý tưởng Nho giáo và khoa học phương Tây của ông ảnh hưởng đến sự hình thành Thần đạo, đặc biệt là Thần đạo Nhà nước, và phản ánh những mối quan tâm tương tự với phong trào Quốc học (Kokugaku).

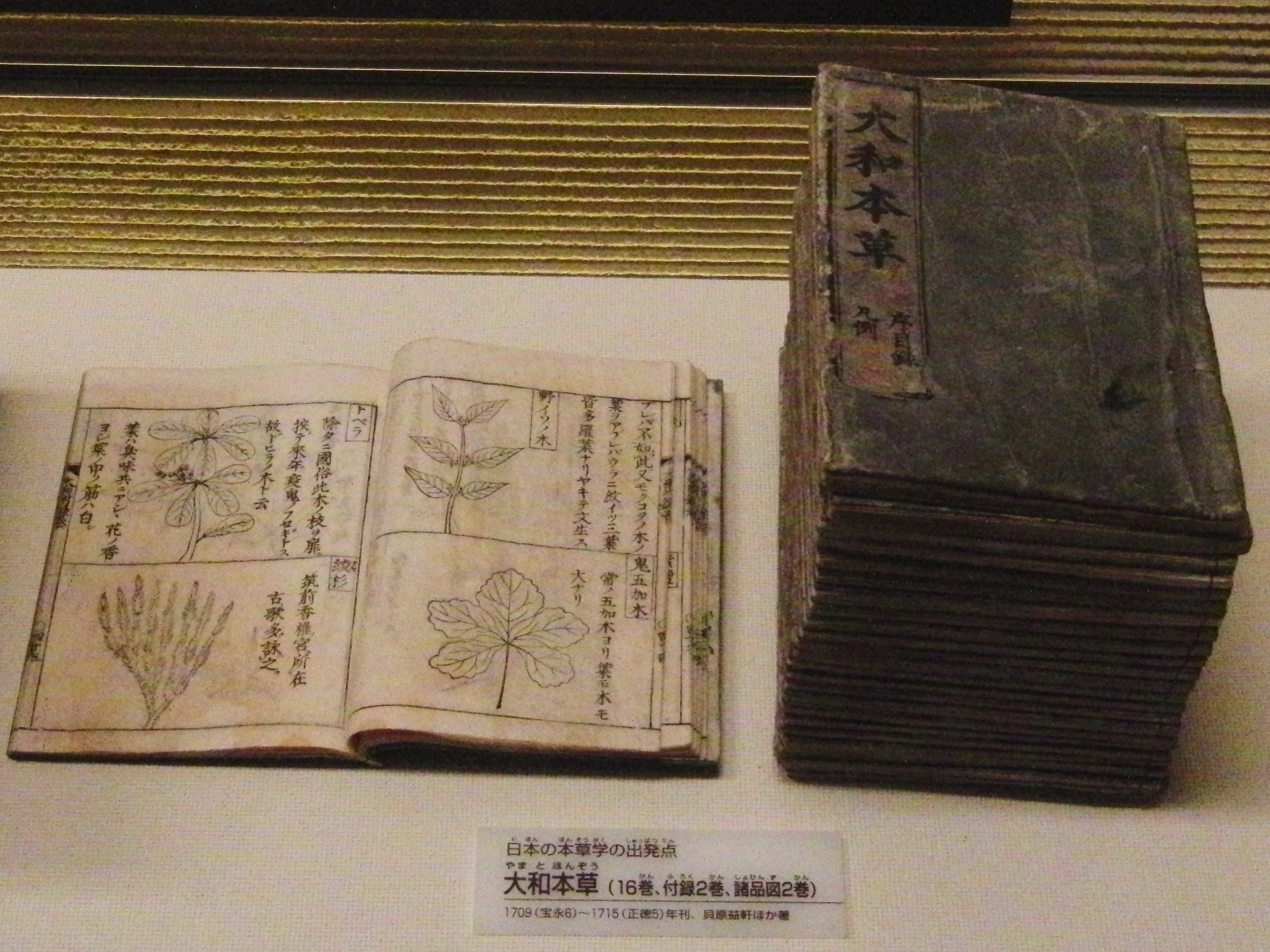
"Yamato honzō". Cuốn sách về thực vật học được Kaibara Ekiken viết vào năm 1709. Triển lãm tại Bảo tàng Khoa học và Tự nhiên Quốc gia, Tokyo, Nhật Bản.

Kiến thức về khoa học của Kaibara bị giới hạn trong lĩnh vực thực vật học và dược vật học và tập trung vào "luật tự nhiên". Kaibara trở nên nổi tiếng ở Nhật Bản như những người như Charles Darwin khi nói đến khoa học. Ông đã tiến hành nghiên cứu về thực vật học ở Nhật Bản khi ông viết cuốn Yamato honzō (Đại Hòa bản thảo), một nghiên cứu tinh túy về thực vật Nhật Bản. Nhà Nhật Bản học người Đức thế kỷ 19 Philipp Franz von Siebold đã gọi ông là "Aristotle của Nhật Bản".
Kaibara được biết đến với những cuốn sách chỉ dẫn hành vi ứng xử, chẳng hạn như thay đổi hệ thống đạo đức Nho giáo dựa trên những lời dạy của Chu Hi thành một chỉ dẫn "tự lực" dễ dàng. Là một nhà giáo dục và triết gia, dường như mục tiêu chính của Kaibara trong cuộc sống là tiếp tục quá trình dệt Tân Nho giáo vào văn hóa Nhật Bản. Trong bối cảnh này, ông được biết đến nhiều nhất với những cuốn sách như Hòa tục đồng tử huấn (Wazoku dōjikun) và Nữ đại học (Onna Daigaku); nhưng giới học giả hiện nay đều lập luận rằng nó thực sự được người khác chấp bút. Mặc dù nguồn gốc của tác phẩm vẫn không bị cản trở, bản sao cũ nhất (1733) kết thúc bằng những dòng "liên quan đến thầy của chúng tôi, Kaibara Ekiken" và lời ghi cuối sách của nhà xuất bản nói rằng văn bản này được viết từ các bài giảng của vị thầy Kaibara của chúng tôi."

## Ấn phẩm
- Dazaifu jinja engi (Lịch sử đền Dazaifu).[4]
- Jingikun (Thần kỳ huấn).[4]
- Onna Daigaku (Nữ đại học), khoảng 1729.[5]
- Shinju heikō aimotorazaru ron (Luận về sự không phân biệt giữa Thần đạo và Nho giáo).[4]
- Yamato honzō (Đại Hòa bản thảo), 1709.
- Yamato sōhon (Đại Hòa tục huấn).[6]
- Yōjōkun (Dưỡng sinh huấn), 1713.[6]
- Taigiroku (Đại nghĩ lục), xuất bản sau khi qua đời năm 1714.